# Apócrifo (ficção)
No contexto da ficção, uma história apócrifa é aquela história fictícia que não pertence ao cânone do universo ficcional, contudo ainda tem alguma autoridade relativa a esse universo ficcional. As fronteiras entre cânones e apócrifos muitas vezes não estão definidas.
A palavra "apócrifo" é às vezes usada para descrever obras situadas num universo ficcional que pode não pertencer ao cânone.
Estas podem incluir produtos tie-in, tais como videogames, romances e histórias em quadrinhos, que são muitas vezes apelidados de "universos expandidos".
Muitas vezes, esses materiais podem contradizer a continuidade que já foi estabelecida pelo "cânone". Mesmo quando tais contradições não ocorrem, tais materiais podem ainda ser considerados apócrifos, possivelmente porque eles poderiam ter sido produzidos em grande parte independentemente do criador do universo ficcional. Por exemplo, Joss Whedon, criador do Buffyverso, tem pouco envolvimento com os romances do Buffyverso e nunca leu um romance inteiro, muito menos acompanhou de perto ou editou algum.
O cânone de Star Trek consiste de várias séries de televisão e filmes da franquia. Todas as outras histórias de Star Trek que foram licenciadas pela Paramount (romances, histórias em quadrinhos etc) não fazem parte do cânone; elas são, em vez disso, apócrifas. Fan fictions são classificadas como fanon.

## Etimologia
Deriva da palavra grega "απόκρυφα", que significa "oculto", "escondido" ou "velado". Jerônimo cunhou o termo para referir-se aos livros do Antigo Testamento que não foram encontrados no Tanakh hebraico e desde então tem sido usado para descrever textos religiosos que podem não pertencer ao cânone.
O uso do termo se estendeu a contextos não-religiosos, onde se diz que uma narrativa ou anedota é apócrifa se sua autenticidade é questionável (mais frequentemente quando a veracidade da narrativa é provavelmente questionável). Nos últimos anos tem sido usado no contexto da ficção.